# U-426 (tàu ngầm Đức)
U-426 là một tàu ngầm tấn công  Lớp Type VII thuộc phân lớp Type VIIC được Hải quân Đức Quốc Xã chế tạo trong Chiến tranh Thế giới thứ hai. Nhập biên chế năm 1943, nó chỉ thực hiện được hai chuyến tuần tra và đánh chìm được một tàu buôn tải trọng 6.625 GRT. Trong chuyến tuần tra cuối cùng, U-426 bị một thủy phi cơ Short Sunderland của Không quân Hoàng gia Australia đánh chìm trong vịnh Biscay vào ngày 8 tháng 1, 1944.

## Thiết kế và chế tạo

### Thiết kế

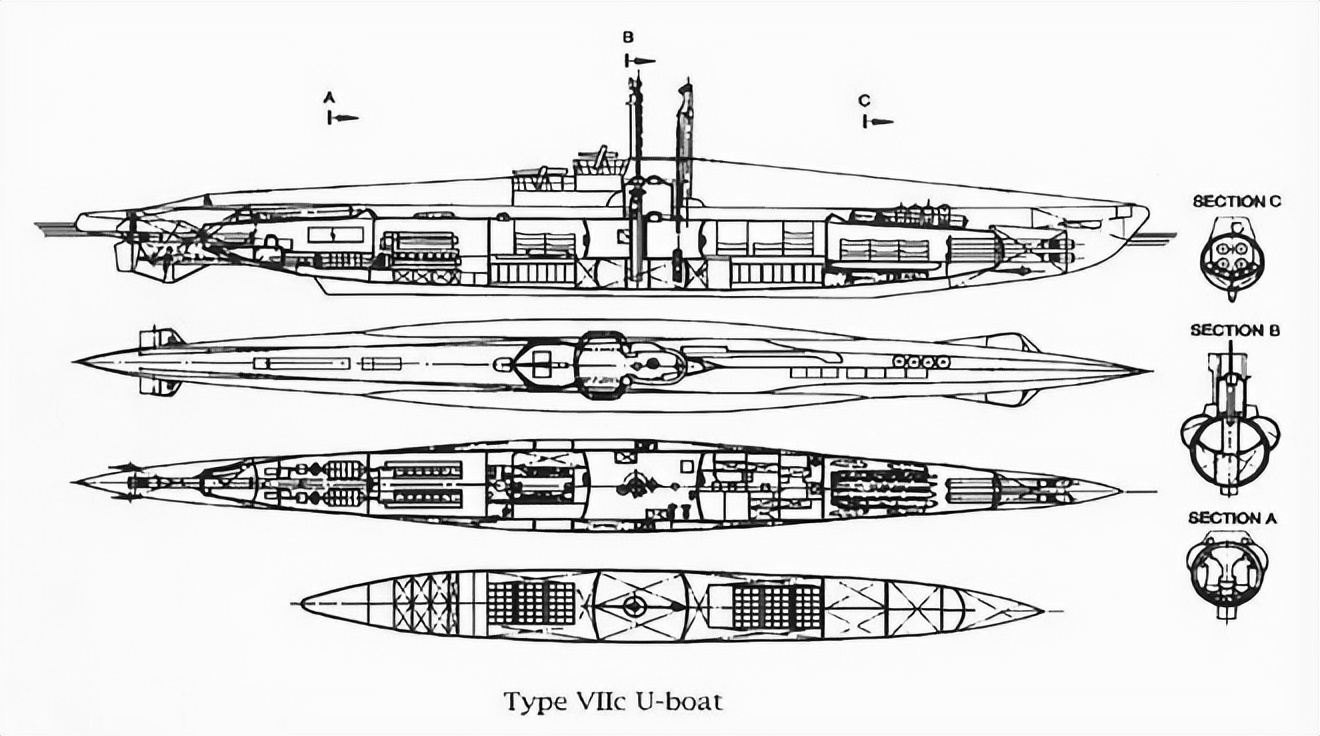
Sơ đồ các mặt cắt một tàu ngầm Type VIIC

Phân lớp VIIC của Tàu ngầm Type VII là một phiên bản VIIB được kéo dài thêm. Chúng có trọng lượng choán nước 769 t (757 tấn Anh) khi nổi và 871 t (857 tấn Anh) khi lặn). Con tàu có chiều dài chung 67,10 m (220 ft 2 in), lớp vỏ trong chịu áp lực dài 50,50 m (165 ft 8 in), mạn tàu rộng 6,20 m (20 ft 4 in), chiều cao 9,60 m (31 ft 6 in) và mớn nước 4,74 m (15 ft 7 in).
Chúng trang bị hai động cơ diesel Germaniawerft F46 siêu tăng áp 6-xy lanh 4 thì, tổng công suất 2.800–3.200 PS (2.100–2.400 kW; 2.800–3.200 bhp), dẫn động hai trục chân vịt đường kính 1,23 m (4,0 ft), cho phép đạt tốc độ tối đa 17,7 kn (32,8 km/h), và tầm hoạt động tối đa 8.500 nmi (15.700 km) khi đi tốc độ đường trường 10 kn (19 km/h). Khi đi ngầm dưới nước, chúng sử dụng hai động cơ/máy phát điện Garbe, Lahmeyer & Co. RP 137/c  tổng công suất 750 PS (550 kW; 740 shp). Tốc độ tối đa khi lặn là 7,6 kn (14,1 km/h), và tầm hoạt động 80 nmi (150 km) ở tốc độ 4 kn (7,4 km/h). Con tàu có khả năng lặn sâu đến 230 m (750 ft).
Vũ khí trang bị có năm ống phóng ngư lôi 53,3 cm (21 in), bao gồm bốn ống trước mũi và một ống phía đuôi, và mang theo tổng cộng 14 quả ngư lôi, hoặc tối đa 22 quả thủy lôi TMA, hoặc 33 quả TMB. Tàu ngầm Type VIIC bố trí một hải pháo 8,8 cm SK C/35 cùng một pháo phòng không 2 cm (0,79 in) trên boong tàu. Thủy thủ đoàn bao gồm 4 sĩ quan và 40-56 thủy thủ.

### Chế tạo
U-426 được đặt hàng vào ngày 5 tháng 6, 1941, và được đặt lườn tại xưởng tàu Danziger Werft ở Danzig (nay là Gdańsk thuộc Ba Lan) vào ngày 20 tháng 6, 1942. Nó được hạ thủy vào ngày 6 tháng 2, 1943, và nhập biên chế cùng Hải quân Đức Quốc Xã vào ngày 12 tháng 5, 1943 dưới quyền chỉ huy của Hạm trưởng, Đại úy Hải quân Christian Reich.

## Lịch sử hoạt động
Sau khi hoàn tất việc huấn luyện trong thành phần Chi hạm đội U-boat 8, U-426 được điều sang Chi hạm đội U-boat 11 vào ngày 1 tháng 10, 1943 để phục vụ trên tuyến đầu.

### Chuyến tuần tra thứ nhất
U-426 di chuyển từ cảng Kiel, Đức đến cảng Bergen, Na Uy vào giữa tháng 9, 1943, rồi xuất phát từ đây vào ngày 5 tháng 10 cho chuyến tuần tra đầu tiên trong chiến tranh. Nó tiến ra Bắc Hải, rồi băng qua khe GI-UK giữa quần đảo Faroe và Iceland để vòng qua quần đảo Anh và hoạt động tại vùng biển giữa Bắc Đại Tây Dương về phía Đông Nam Greenland. Đến ngày 15 tháng 10, chiếc U-boat đã phóng ngư lôi đánh chìm tàu buôn Anh Essex Lance 6.625 GRT, vốn bị rớt lại phía sau Đoàn tàu ONS-20, ở vị trí cách 408 nmi (756 km) về phía Đông mũi Farewell, Greenland, tại tọa độ 57°53′B 28°00′T / 57,883°B 28°T. U-426 kết thúc chuyến tuần tra khi đi đến cảng Brest bên bờ Đại Tây Dương của Pháp đã bị Đức chiếm đóng, đến nơi vào ngày 29 tháng 11.

### Chuyến tuần tra thứ hai
U-426 khởi hành từ cảng Brest vào ngày 3 tháng 1, 1944 cho chuyến tuần tra thứ hai, cũng là chuyến cuối cùng, để hoạt động trong Đại Tây Dương. Trong vịnh Biscay năm ngày sau đó, nó bị một thủy phi cơ Short Sunderland thuộc Liên đội 10 Không quân Hoàng gia Australia thả mìn sâu tấn công, đánh chìm chiếc U-boat tại tọa độ 46°47′B 10°42′T / 46,783°B 10,7°T. Toàn bộ 51 thành viên thủy thủ đoàn của U-426 đều tử trận.

### "Bầy sói" tham gia
U-426 từng tham gia bảy bầy sói:
- Schlieffen (16 – 22 tháng 10, 1943)
- Siegfried (22 – 27 tháng 10, 1943)
- Siegfried 2 (27 – 30 tháng 10, 1943)
- Jahn (30 tháng 10 – 2 tháng 11, 1943)
- Tirpitz 4 (2 – 8 tháng 11, 1943)
- Eisenhart 9 (9 – 10 tháng 11, 1943)
- Schill 1 (16 – 21 tháng 11, 1943)

### Tóm tắt chiến công
U-426 đã đánh chìm được một tàu buôn tải trọng 6.625 GRT :
| Ngày              | Tên tàu     | Quốc tịch      | Tải trọng | Số phận      |
| ----------------- | ----------- | -------------- | --------- | ------------ |
| 15 tháng 10, 1943 | Essex Lance | United Kingdom | 6.625     | Bị đánh chìm |